# Danny Holla
Danny Holla (* 31. Dezember 1987 in Almere, Flevoland) ist ein niederländischer Fußballspieler.

## Karriere
Hollas Laufbahn begann in der Jugend des FC Groningen, bei dem er seit 2005 im Kader der ersten Mannschaft stand. Sein Pflichtspieldebüt als Profi absolvierte er in seiner zweiten Saison im KNVB-Pokal gegen TOP Oss am 20. September 2006; kurz vor Spielende wurde er für Mark Jan Fledderus eingewechselt. Ein weiterer Pokaleinsatz folgte und am 19. November 2006 kam er beim 4:1-Sieg über Willem II aus Tilburg zu seinem ersten Einsatz in der Eredivisie. Fünf weitere Spiele absolvierte er vor der Winterpause, kam aber in der Rückrunde außer in zwei Playoff-Spielen um die Europa-League-Teilnahme bei Trainer Ron Jans nicht zum Zuge. 
Zur Saison 2007/08 wurde Holla an den Zweitligisten FC Zwolle ausgeliehen, bei dem er bis Ende Januar als Stammspieler reüssierte. Nach der Winterpause kehrte er nach Groningen zurück, um den nach Amsterdam zum AFC Ajax abgewanderten Rasmus Lindgren zu ersetzen. Doch erst in der Folgesaison gelang es ihm, sich als feste Kraft im Mittelfeld zu etablieren, so dass sein Vertrag im April 2009 bis 2013 verlängert wurde.
Am 11. März 2010 zog Holla sich im Training einen Beinbruch und eine Überdehnung der Sprunggelenksbänder zu. Die Verletzungen setzten ihn mehr als ein halbes Jahr außer Gefecht, erst am 23. Oktober 2010 lief er wieder in der Eredivisie auf.
Nachdem Holla beim FCG in der Hinrunde der Saison 2011/12 vornehmlich die Rolle des Ersatzspielers eingenommen hatte, wurde er im Januar 2012 an den im Abstiegskampf stehenden Ligakonkurrenten VVV-Venlo verliehen. Bei den Nord-Limburgern erhoffte er sich mehr Einsatzzeit als zuletzt in Groningen. Dies gelang und Holla trug mit zwei Toren in 16 Spielen und vor allem mit vier Treffern in den vier Playoff-Begegnungen zum Klassenerhalt der Venloer bei.
Zur Saison 2012/13 wechselte Holla zum Ligakonkurrenten ADO Den Haag. Trainer Maurice Steijn bestimmte den 24-Jährigen zu Saisonanfang zum Mannschaftskapitän. Bei ADO überzeugte er nicht nur als Mittelfeldregisseur, sondern auch als sicherer Torschütze; in den ersten 14 Saisonspielen erzielte er sieben Treffer, davon vier aus Elfmetern und zwei aus direkten Freistößen.
Im August 2014 wechselte Holla zum englischen Zweitligisten Brighton & Hove Albion.